# Hans Baur
Hans Johann Peter Baur (Ampfing, 19 juni 1897 – Herrsching, 17 februari 1993) was Adolf Hitlers persoonlijke piloot van 1933 tot 1945.

## Jeugd
Baur volgde een opleiding aan de Ludwigs-Realschule en studeerde af als handelaar. In 1915 nam Baur als vrijwilliger bij de veldartillerie deel aan de Eerste Wereldoorlog. Al snel volgde hij een opleiding tot piloot nabij Augsburg. Na het afsluiten van de opleiding werd hij aan het westfront ingezet als artilleriepiloot.

## Weimarrepubliek
In 1919 trad Baur toe tot het Freikorps Epp. Nog datzelfde jaar werd hij piloot bij de militaire luchtpost in Fürth. Tussen 1921 en 1923 was hij piloot bij Bayerischen Luftlloyd en daarna vloog hij voor vliegtuigfabrikant Junkers.
In 1926 werd Baur piloot bij Lufthansa, waar hij tot 1933 in dienst bleef. Datzelfde jaar trad Baur toe tot de Nationaalsocialistische Duitse Arbeiderspartij (NSDAP; lidmaatschapsnummer 48 113). Baur was bij de verkiezingen in 1932 piloot van Adolf Hitler. Ondertussen trad hij toe tot de Schutzstaffel (SS; lidmaatschapsnummer 171 865).

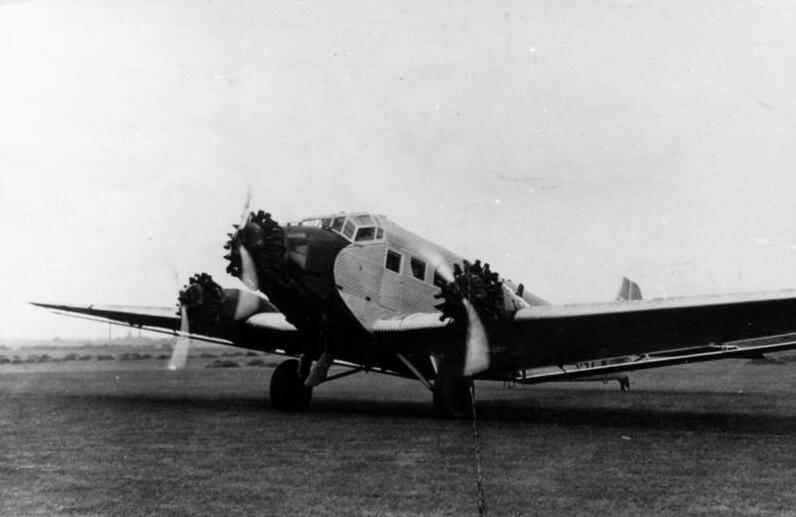
Junkers Ju 52/3M, vliegtuig van Adolf Hitler; vliegtuigregistratienummer "D-2600 Immelmann"

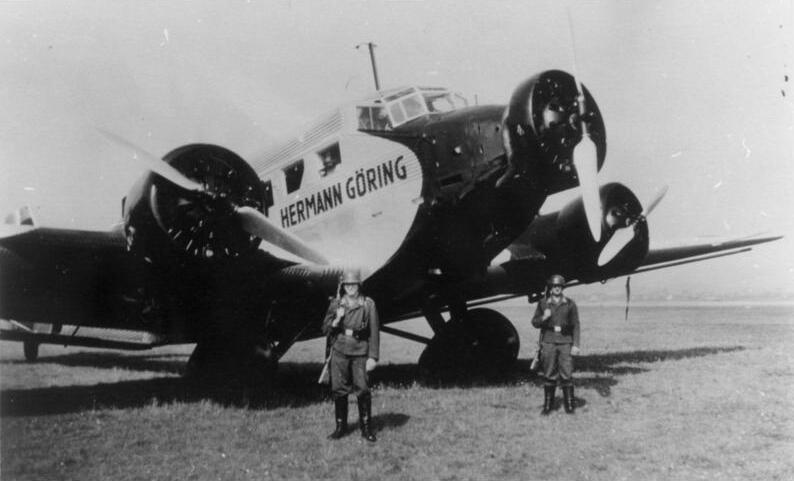
Junkers Ju 52 Aufschrift "Hermann Göring"

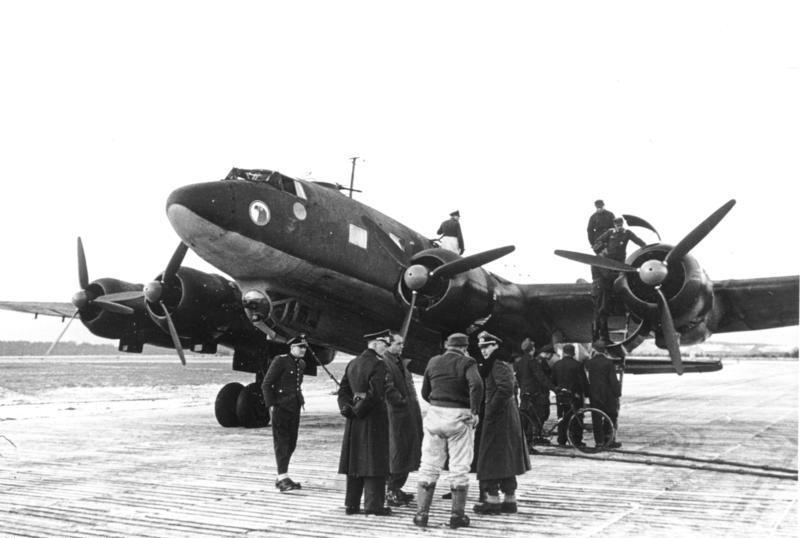
Hitlers persoonlijke Fw 200 Condor, met het insigne van de Fliegerstaffel des Führers

## Nazi-Duitsland
Hitlers vertrouwen in hem was groot, want in 1933 werd Baur belast met de opbouw van een regeringseskader, genaamd “Reichsregierung”. Tevens werd hij door Hitler benoemd als zijn vaste piloot. Georg Betz werd aangesteld als zijn plaatsvervanger. In oktober van dat jaar werd hij bevorderd tot SS-Standartenführer. Nog geen jaar later trad hij als SS-Oberführer in dienst bij de Reichssicherheitsdienst. In 1944 werd hij vanwege zijn diensten beloond met de rangen van SS-Brigadeführer en Generalmajor van de politie.
Op 24 februari 1945 werd Baur bevorderd tot SS-Gruppenführer en Generalleutnant van de Waffen-SS. Tijdens de laatste dagen van de Tweede Wereldoorlog bevond Baur zich in de nabijheid van Adolf Hitler. Baur had een ontsnappingsplan gemaakt, waarbij Hitler met een Fieseler Fi 156 Storch vanaf een geïmproviseerd vliegveld bij de Tiergarten kon ontsnappen. Hitler weigerde echter deze ontsnappingsroute te gebruiken en meldde, nadat anderen zoals Hanna Reitsch en Robert von Greim hem al met succes hadden gebruikt, dat Baur samen met Martin Bormann deze route moest gebruiken.
Op 1 mei 1945, na Hitlers zelfmoord, probeerde Baur via deze route te ontsnappen, maar dat bleek niet meer mogelijk, vanwege de vergevorderde Russische opmars. Baur vluchtte samen met Bormann en enkele anderen richting de frontlinie van de westelijke geallieerden. Tijdens deze vlucht, waarin Baur het contact met Bormann verloor, werd hij in het been geschoten en door de Sovjets krijgsgevangen gemaakt. De verwonding aan het been was dusdanig, dat het moest worden geamputeerd.

## Naoorlogse periode
Baur werd veroordeeld tot tien jaar gevangenisstraf en was voor velen een van de meest interessante gevangenen, daar men dacht dat hij, voor de val van Berlijn, Hitler naar een veilige bestemming had gevlogen. Baur heeft dit altijd ontkend. In 1955 kwam Baur vrij en keerde terug naar West-Duitsland. Daar schreef hij in 1957 zijn autobiografie “Ich flog mit den Mächtigen der Erde”. Hans Baur stierf in 1993 op 95-jarige leeftijd.

## Carrière
Baur bekleedde verschillende rangen in zowel de Allgemeine-SS als Waffen-SS. De volgende tabel laat zien dat de bevorderingen niet synchroon liepen.
| Datum                                              | Beiers leger       | Lufthansa       | Politie                          | Allgemeine-SS       | Waffen-SS                       |
| -------------------------------------------------- | ------------------ | --------------- | -------------------------------- | ------------------- | ------------------------------- |
| september 1915                                     | Kriegsfreiwilliger | —               | —                                | —                   | —                               |
| 1915 - 1916                                        | Gefreiter          | —               | —                                | —                   | —                               |
| juni 1918                                          | Vizefeldwebel      | —               | —                                | —                   | —                               |
| 20 juli 1928 (met ingang van 1 juli 1928)          | —                  | Flugkapitän     | —                                | —                   | —                               |
| april 1933                                         | —                  | DLV Flugkapitän | —                                | —                   | —                               |
| 1 april 1934                                       | —                  | —               | Major der Schutzpolizei          | —                   | —                               |
| 5 april 1934 (met ingang van 14 oktober 1934)      | —                  | —               | —                                | SS-Standartenführer | —                               |
| 31 augustus 1934 (met ingang van 9 september 1934) | —                  | —               | —                                | SS-Oberführer       | —                               |
| 1935                                               | —                  | —               | Oberstleutnant der Schutzpolizei | —                   | —                               |
| 1937                                               | —                  | —               | Oberst der Schutzpolizei         | —                   | —                               |
| 30 januari 1944                                    | —                  | —               | Generalmajor in de politie       | SS-Brigadeführer    | —                               |
| 24 februari 1945                                   | —                  | —               | —                                | SS-Gruppenführer    | Generalleutnant in de Waffen-SS |

## Decoraties
Selectie:
- IJzeren Kruis 1914, 1e Klasse en 2e Klasse[2][3]
- Zilveren Beierse Dapperheidsonderscheiding in zilver in juli 1918[2][3]
- Orde van Militaire Verdienste (Beieren), 3e Klasse met Zwaarden en Kroon[2]
- Bayerisches Flugzeugbeobachterabzeichen[2][3]
- Julleuchter der SS op 16 december 1935[2][13][3]
- Commandeur in de Orde van Verdienste (Hongarije) in 1941[2][3]
- Sint-Alexanderorde (Bulgarije) in 1941[2]
- Ere-degen der Kommandostab Reichsführer-SS[9][13]
- Ridder in de  Militaire Orde van Savoye[2][3]
- Ridder in de Orde van de Kroon van Roemenië in april 1942[2][3]
- Ridderkruis in de Orde van de Witte Roos (Finland)[2][3]
- Orde van het Vrijheidskruis (Finland), 2e Klasse met Zwaarden op 4 juni 1942[13] - 6 juni 1942[2]
- Gouden Ereteken van de NSDAP[2] in 1943[13]
- Orde van de Kroon van Koning Zvonimir, 1e Klasse met Zwaarden in 1943[2][3]
- Duitse Olympische Herinneringsmedaille[2] in 1936[3]
- Flugzeugführerabzeichen[2][3]
- Gezamenlijke Piloot-Observatiebadge in Goud met Diamanten[2]
- Ridder in de Orde van de Italiaanse Kroon[13][3]

## Publicaties
- (de)  Ich flog Mächtige der Erde. 1956.
- (de)  Mit Mächtigen zwischen Himmel und Erde. 1971. ISBN 978-3877250501.

- Gemeinsame Normdatei: 118507664
- International Standard Name Identifier: 0000 0001 0957 3786
- Library of Congress Control Number: n85372824
- Nationale Bibliotheek van Tsjechië: xx0255600
- Nationale Bibliotheek van Polen: a0000001779187
- Système universitaire de documentation: 250045818
- Virtual International Authority File: 18013135
- WorldCat: E39PBJpPCm8qF7WtvfjQyG46rq